# Eduard van Saksen-Altenburg

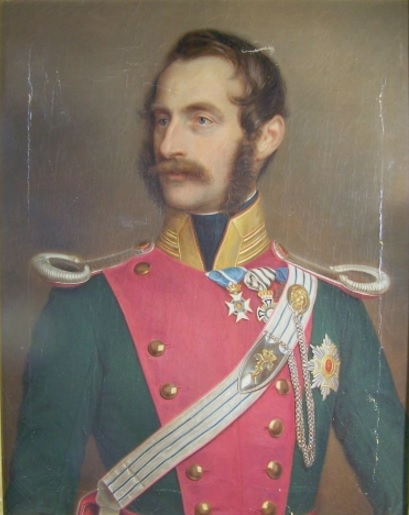
Eduard van Saksen-Altenburg

Eduard Karel Willem Christiaan van Saksen-Altenburg (Hildburghausen, 3 juli 1804 - München, 16 mei 1852) was een prins van Saksen-Altenburg.
Hij was het jongste kind van hertog Frederik van Saksen-Altenburg en Charlotte Georgine Louise van Mecklenburg-Strelitz.
Eduard trad in dienst bij het Beierse zesde Cavalerieregiment Herzog Leuchtenberg. Later werd hij commandant van het eerste Cavalerieregiment. Aan het hoofd van enkele Beierse troepen begeleidde hij zijn neef Otto (een zoon van zijn zuster Theresia) naar Griekenland, waar deze in 1832 de Griekse troon had aanvaard. Eduard zelf werd door zijn neef benoemd tot gouverneur van Nauplion. Hij keerde in 1834 terug naar Beieren waar hij benoemd werd tot generaal. In de eerste Duits-Deense Oorlog voerde hij de Beierse troepen aan. Met zijn zwager, Lodewijk I van Beieren, voerde hij uitvoerige correspondentie. Hij stond zijn zuster bij toen de Lola Montez-affaire (zij had een verhouding met de Beierse koning) losbarstte.

## Huwelijken en kinderen
Op 25 juli 1835 trouwde hij met Amalia van Hohenzollern-Sigmaringen, een dochter van Karel van Hohenzollern-Sigmaringen en Marie Antoinette Murat. Zij kregen vier kinderen:
- Theresia Amalia (1836-1914), trouwde met prins Augustus van Zweden
- Antoinette (1838-1908), trouwde met Frederik I van Anhalt
- Lodewijk (1839-1844)
- Johan Frederik (1841-1844)

Hij hertrouwde vervolgens met Louise van Reuss oudere linie, een dochter van Hendrik XIX van Reuss oudere linie en Gasparine van Rohan-Rochefort. Met haar kreeg hij nog twee kinderen:
- Albert (1843-1902), trouwde met Marie van Pruisen, de weduwe van prins Hendrik der Nederlanden, en later met Helene van Mecklenburg-Strelitz
- Marie Gasparine (1845-1930), huwde met Karel Günther van Schwarzburg-Sondershausen.